# Der Tod kommt wie gerufen
Der Tod kommt wie gerufen (Originaltitel Devil Bones) ist der elfte Kriminalroman der US-amerikanischen Autorin Kathy Reichs. Veröffentlicht wurde er 2008 durch den Scribner-Verlag, die deutsche Übersetzung von Klaus Berr erschien ebenfalls 2008 im Karl Blessing Verlag.

## Inhalt
Dr. Temperance „Tempe“ Brennan muss den Keller eines neu verkauften Hauses in Charlotte (North Carolina) untersuchen, in dem ein Klempner einen versteckten Kellerraum entdeckt hat. Dieser Keller beinhaltet eine Unmenge an okkulten Gegenständen, darunter ein skelettierter Schädel und Oberschenkelknochen einer jungen Frau. Kurz nach deren Bergung wird am Lake Wylie ein kopfloser Torso eines jungen Mannes gefunden, dem satanische Zeichen eingeritzt wurden. Ein christlich-fundamentalistischer County Commissioner (vergleichbar mit einem Landrat in Deutschland) versucht die Sachlage politisch auszunutzen und polemisiert in den Medien gegen Sekten und Andersdenkende. Brennan wird durch ihre Beteiligung an der Untersuchung in eine mediale Hetzkampagne hineingezogen.

## Wissenswertes
- In Der Tod kommt wie gerufen wird die Verwendung eines Rasterelektronenmikroskops beschrieben, mit dem die feinen Querschnitte eines Oberschenkelknochens untersucht werden. Im Buch wird der Begriff Abtast-Elektronen-Mikroskop verwendet.
- In dem Roman werden verschiedene Sekten und Neue Religiöse Bewegungen beschrieben. Darunter zum Beispiel Voodoo, Wicca, Santería und Brujeria.